# 三井住友トラスト不動産投資顧問
三井住友トラスト不動産投資顧問株式会社（みついすみともトラストふどうさんとうしこもん、英: Sumitomo Mitsui Trust Real Estate Investment Management Co., Ltd.）とは、三井住友トラスト・グループの資産運用会社。

## 沿革

### 住信不動産投資顧問
- 2005年11月7日 - 住信不動産投資顧問株式会社として設立
- 2008年 - 1月に、東海東京証券株式会社子会社の東海東京ファイナンス&リアルエステート株式会社との合併を基本合意するものの、10月に最終合意に至らず合併を中止[2]。

### 三井住友トラスト不動産投資顧問
- 2012年4月1日 - 住信不動産投資顧問と中央三井トラスト・リアルティが合併し、三井住友トラスト不動産投資顧問株式会社に商号変更。